# L'Art de la guerre (Nicolas Machiavel)
Pour les articles homonymes, voir L'Art de la guerre (homonymie).

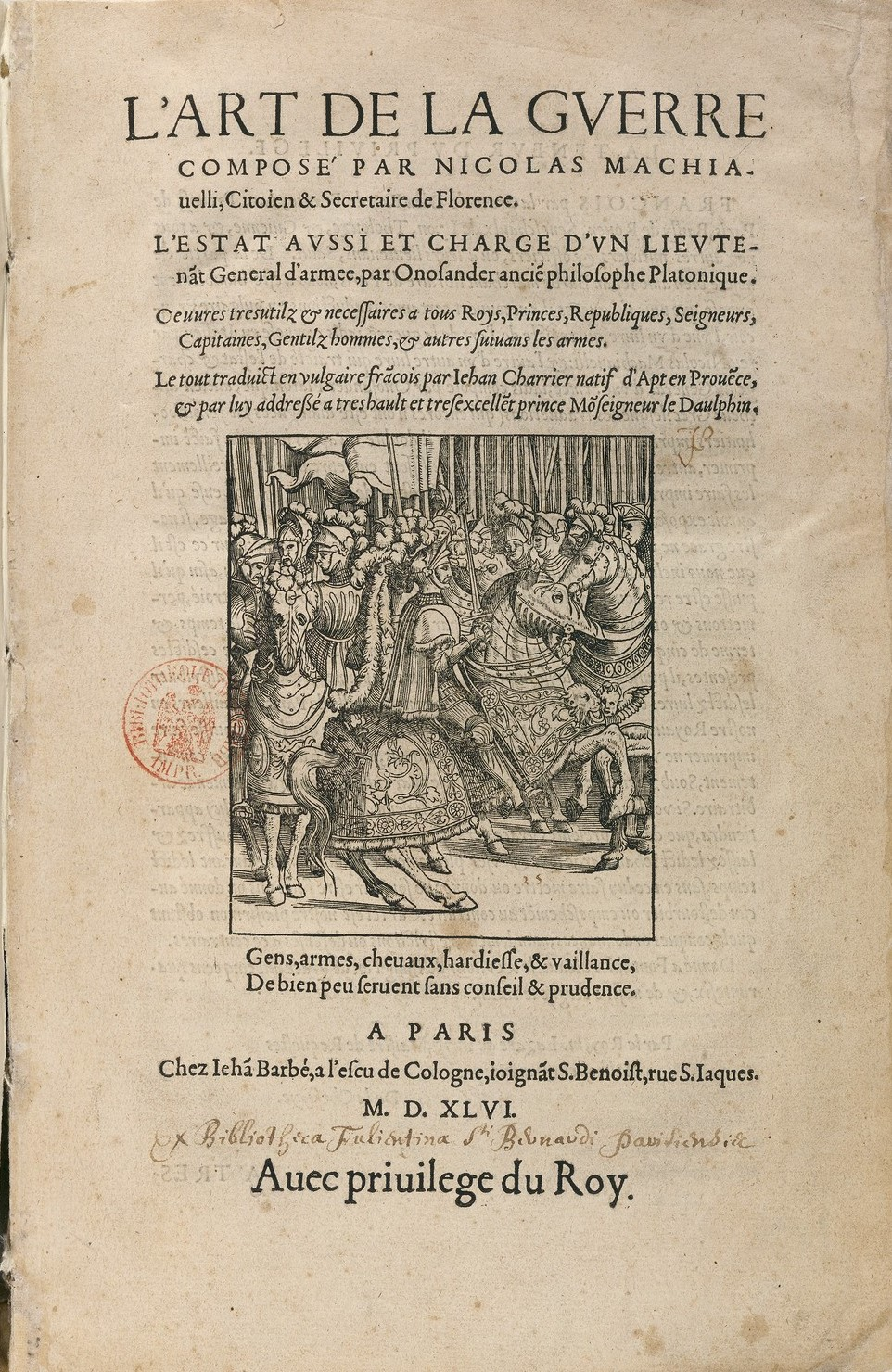
Frontispice de la traduction française de L'art de la guerre de Nicolas Machiavel, 1546

L’Art de la guerre (en italien : Dell'arte della guerra) est un traité  écrit par Nicolas Machiavel entre 1519 et 1520 et publié l'année suivante.

## Structure de l'œuvre
L'œuvre prend la forme d'une conversation théâtralisée entre Fabrizio Colonna, mercenaire contemporain de Machiavel et quatre jeunes gens s’intéressant à la chose militaire. Plus qu’une analyse de l’art militaire en ces XVe et XVIe siècles, en pleine invasion de la péninsule italique par les forces françaises en 1494, on distingue nettement en filigrane un plaidoyer pour la défense de la conscription par les cités-états italiennes.
L'Art de la guerre commence par une préface (proemio), suivie de sept livres (chapitres), qui prennent la forme d'une série de dialogues qui ont lieu à l'Orti Oricellari, dans les jardins aménagés à la fin du XVe siècle dans un style classique  par Bernardo Rucellai et son épouse Nannina de Médicis, sœur aînée de Laurent de Médicis dit le Magnifique, qui ont acheté le terrain pour y édifier un palais où les aristocrates et humanistes Florentins viennent débattre. 
Le livre retranscrit un dialogue entre Cosimo Rucellai et Fabrizio Colonna (qui pourrait être Machiavel lui-même, même si cette hypothèse est réfutée par des érudits tels que Mansfield ). La controverser s'engage avec d'autres patrizi et capitaines de la récente République de Florence : Zanobi Buondelmonti, Battista della Palla et Luigi Alamanni. 
Cet ouvrage est dédié à Lorenzo di Filippo Strozzi (it), patrizio fiorentino, dans une préface qui montre de manière évidente l’identité de l'auteur.
Fabrizio Colonna domine la discussion avec son savoir, sa sagesse et ses idées. L'autre personnage, dans la plupart du temps, cède simplement, à la vue du savoir de Fabrizio, lui pose des questions ou change de sujet. Ces dialogues deviennent souvent des monologues dans lesquels Fabrizio explique comment une armée doit être levée, entraînée, organisée, déployée et utilisée.

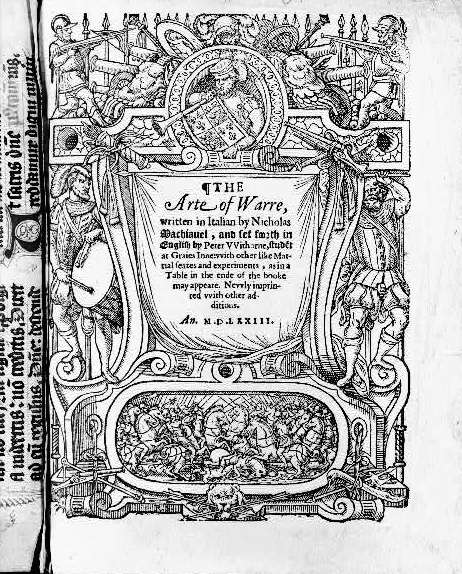
Frontispice de la traduction anglaise de L'Art de la guerre de Nicolas Machiavel
par Peter Whitehorne publiée en 1573

## Éditions
- Liste à pucesNicolas Machiavel (trad. Jehan Charrier), L'Art de la guerre, composé par Nicolas Machiavelli, Citoien & Secretaire de Florence. L'Estat aussi et charge d'un lieutenant général d'armée, par Onosander ancien philosophe Platonique. Oeuvres tresutilz & necessaires a tous Roys, Princes, Republiques, Seigneurs, Capitaines, Gentilz hommes, & autres suivans les armes. Le tout traduict en vulgaire françois, par Jehan Charrier natif d'Apt en Provence, et par luy addressé a treshault et tresexcellent prince Monseigneur le Daulphin, Paris, Jehan Barbé, 1546, 293 p. (lire en ligne)
- Nicolas Machiavel (trad. Tt Guiraudet), L'art de la guerre in : Oeuvres de Machiavel. Tome 5 / Toussaint Guiraudet (1754-1804), Paris, 1798, 470 p. (lire en ligne)